# Тоболо-иртышский диалект
Тоболо-иртышский диалект (тат. тубыл-иртеш диалекты) — один из диалектов сибирско-татарского языка или же татарского языка, распространенный в Западной Сибири.
По классификации Тумашевой тоболо-иртышский диалект в составе татарского языка делится на пять говоров:
- тюменский — Тюменский, Ялуторовский, Нижнетавдинский, Исетский, Заводоуковский, Ярковский районы Тюменской области;
- тобольский — Тобольский (с бывшим Байкаловским), Вагайский (с бывшим Дубровинским), Ярковский районы Тюменской области;
- заболотный — Тобольский, Уватский районы Тюменской области;
- тевризский — Тевризский, Усть-Ишимский, Знаменский районы Омской области;
- тарский — Тарский, Большереченский, Колосовский районы Омской области.

В тевризском говоре тоболо-иртышского диалекта отмечено много восточно-тюркских элементов, характерных для алтайского, хакасского и шорского языков.

## История изучения

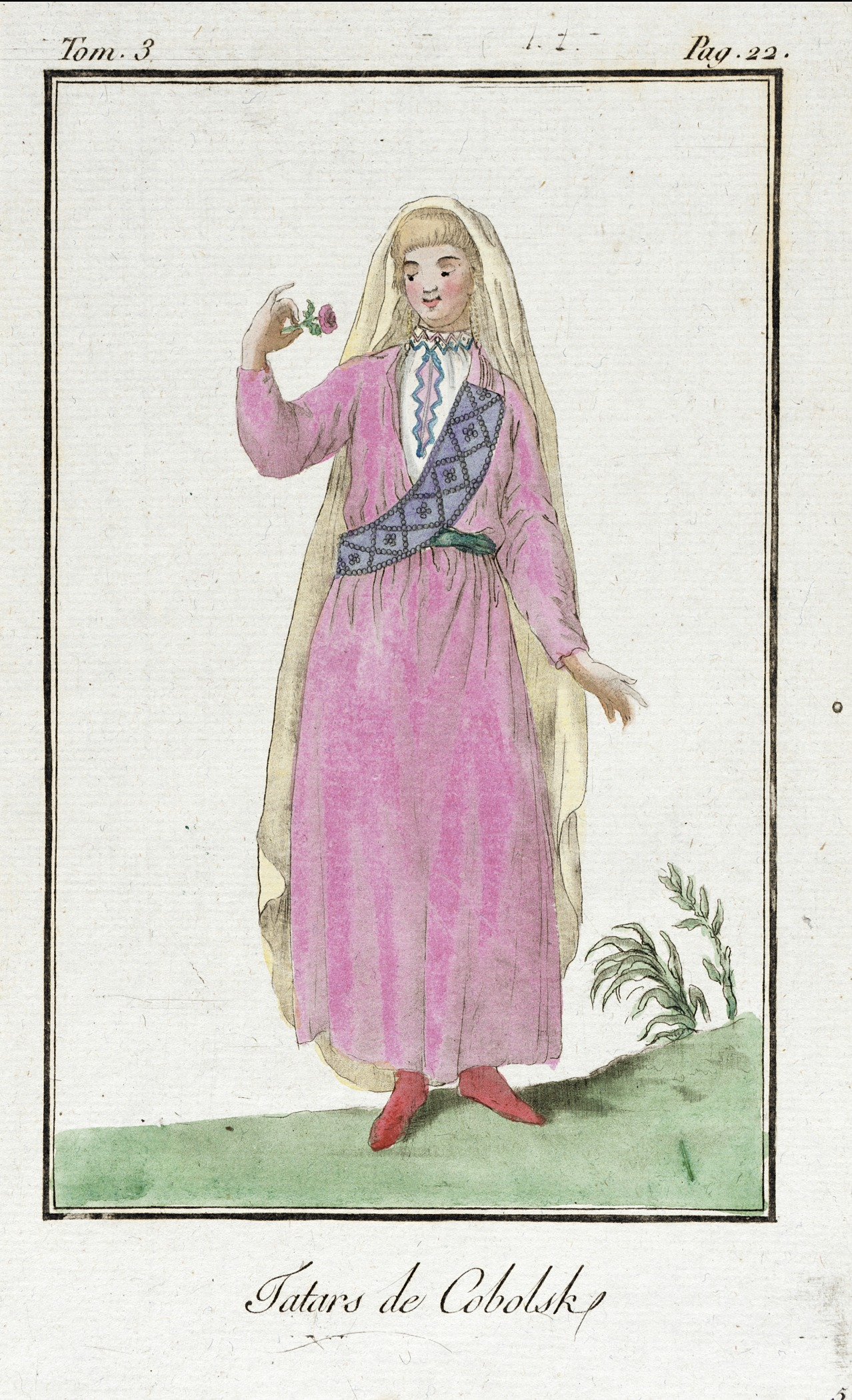
Тобольская татарка

Академик В. В. Радлов, лингвист-тюрколог немецкого происхождения, был автором многих трудов по исследованию языка сибирских татар. IV часть его работы «Образцы народной литературы тюркских племён, живущих в Южной Сибири и Дзунгарской степи» посвящена диалектам и говорам барабинцев, тарских, тобольских и тюменских татар. Фольклорные материалы, собранные В. В. Радловым, имеют высокую ценность, поскольку они написаны в фонетической транскрипции и полностью отражают основные характерные особенности сибирско-татарского языка.
Габдулхай Хурамович Ахатов, лингвист-тюрколог казанско-татарского происхождения, первым среди ученых обнаружил в сибирско-татарском языке такое явление, как цоканье. В своем научном труде «Диалект западно-сибирских татар» (1963) Ахатов представил материалы по территориальному расселению тоболо-иртышских татар в Тюменской и Омской областях.
В 2000 году в Тюмени был издан первый букварь тоболо-иртышского диалекта, в котором тоболо-иртышский был обозначен как диалект татарского языка. Алфавит включает в себя 33 буквы русского алфавита, а также дополнительные символы Ә ә, Ғ ғ, Ҡ ҡ, Ң ң, Ө ө, Ү ү.